# Irredentismo italiano a Nizza

Lo stemma della città di Nizza

L'Irredentismo italiano a Nizza fu un movimento politico che promosse l'annessione della città di Nizza al Regno d’Italia.
Il termine fu coniato dagli irredentisti italiani, il cui obiettivo era l'inclusione di tutte le popolazioni di lingua italiana nei confini del Regno d'Italia.
Durante il Risorgimento, più precisamente nel 1860, il governo sabaudo aveva consentito alla Francia l'annessione della contea di Nizza, che faceva parte del Regno di Sardegna, come compenso per il supporto francese alla seconda guerra d'indipendenza italiana (trattato di Torino) e l'annessione dell'Emilia e della Toscana. Di conseguenza, i nizzardi furono esclusi dal processo di unificazione dell'Italia.

## Storia
Appartenente in epoca romana alla Regio IX "Liguria", fu libero Comune sotto il Sacro Romano Impero Germanico, mantenendo stretti rapporti (perlopiù di alleanza) con Genova e sviluppando rapporti con la vicina Provenza. Nel 1388 passò, con libera associazione, sotto il controllo della Contea di Savoia, rimanendo dominio sabaudo fino al 1860. Durante questo periodo, l'importanza e la forza marittima di Nizza crebbe costantemente. Opere di fortificazione furono costruite durante la dominazione sabauda per difendere la città, soprattutto nei primi secoli, dai pirati. In contemporanea vennero implementate le vie di comunicazioni terrestri della regione. Emanuele Filiberto I di Savoia abolì nel 1561 l'uso del latino come lingua ufficiale a Nizza a favore dell'italiano.

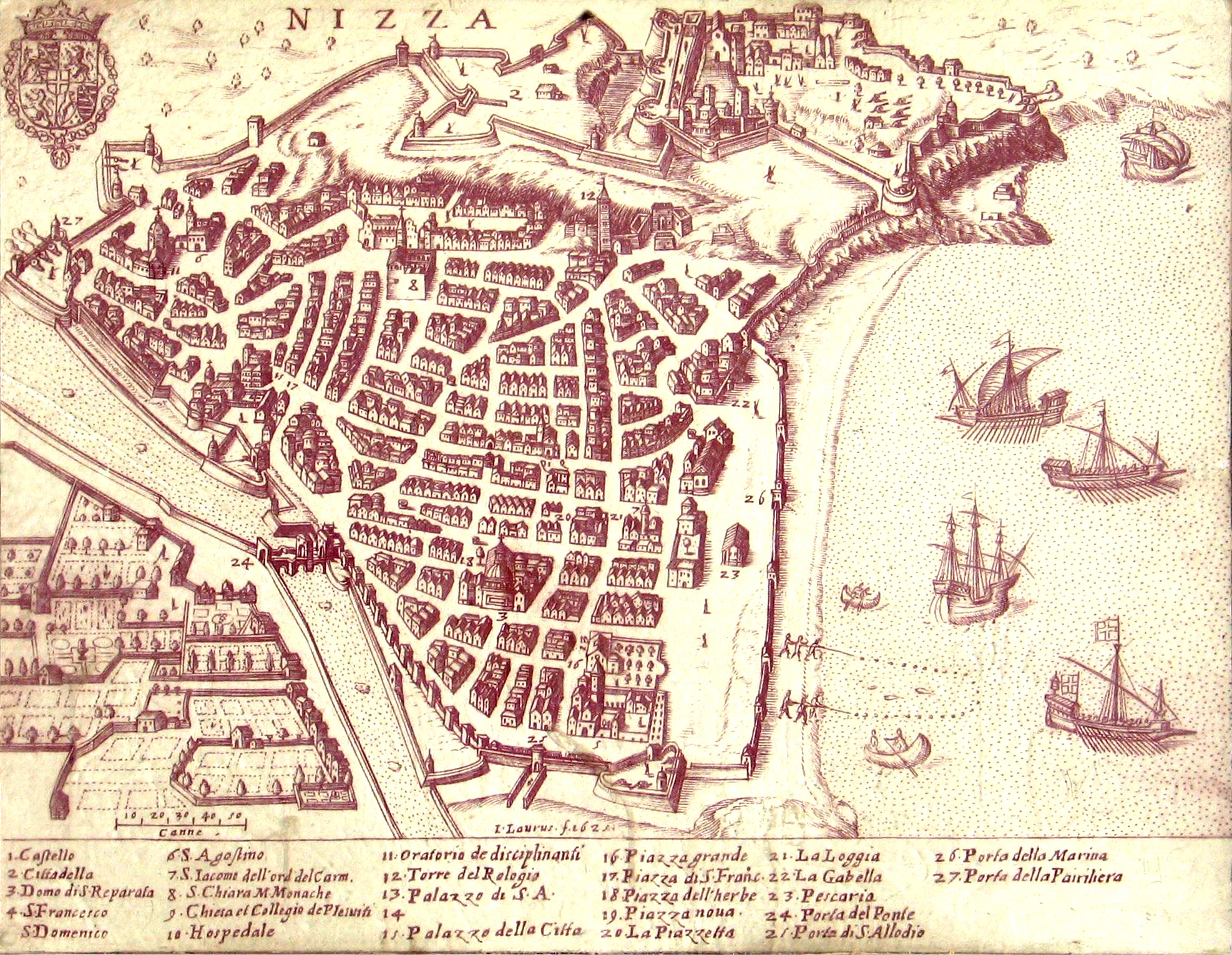
Nizza nel 1624

Nizza, città natale del generale Andrea Massena (Nizza, 6 maggio 1758 – Parigi, 4 aprile 1817), poi duca di Rivoli e principe di Essling, protagonista delle campagne napoleoniche in Italia, venne conquistata nel 1792 dalle truppe della prima repubblica francese. Rimase sotto la dominazione francese fino al 1814, quando fu restituita al Regno di Sardegna come stabilito dal Congresso di Vienna.

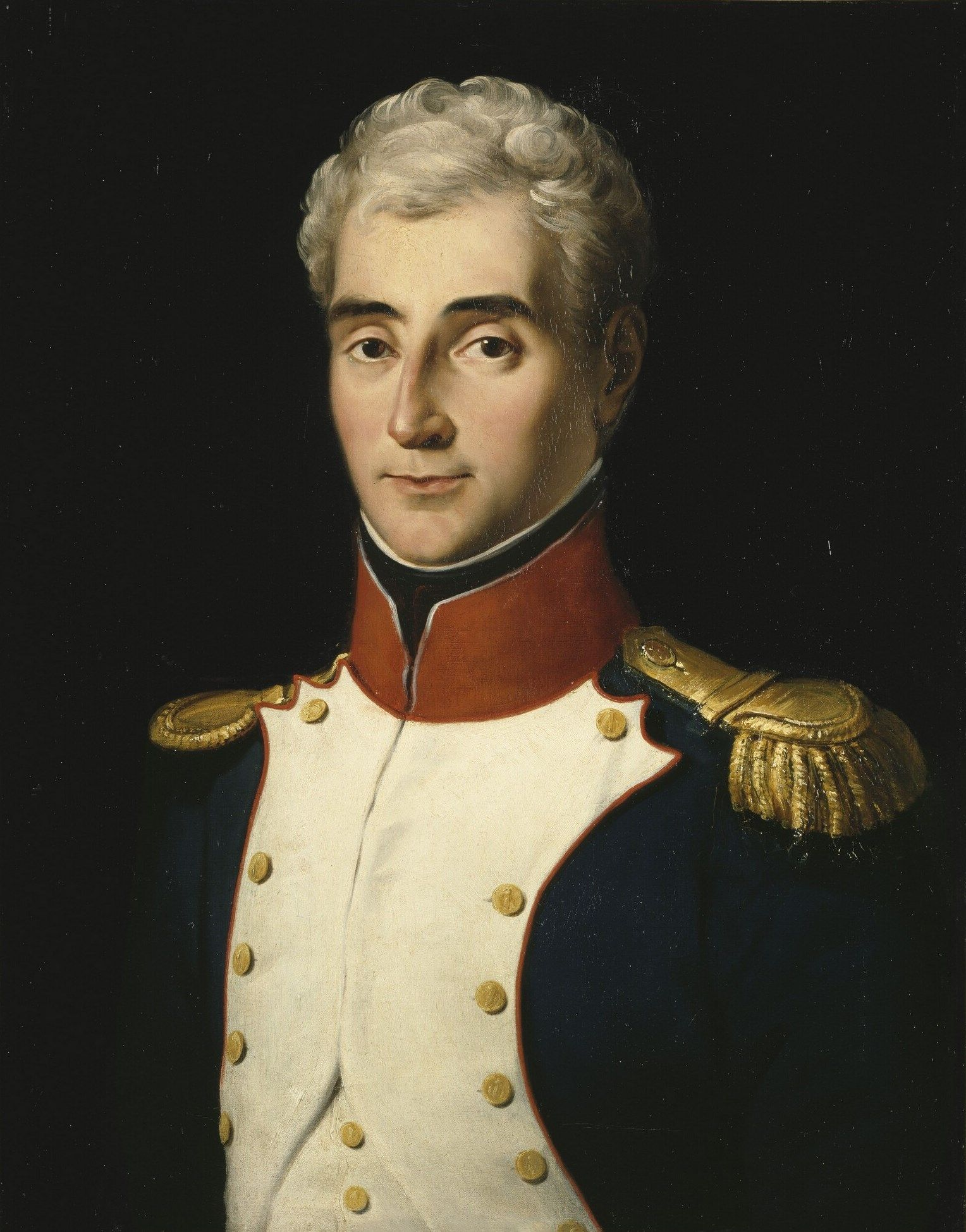
Andrea Massena in uniforme di tenente colonnello del 2º Battaglione volontari del Varo, Ferdinand Wachsmuth (1802-1869), 1834, Museo della storia di Francia.

A seguito del trattato di Torino (1860), che fu stipulato tra Vittorio Emanuele II e Napoleone III, Nizza e la sua provincia furono cedute all'Impero francese insieme alla Savoia come compenso dell'aiuto transalpino nella seconda guerra d’indipendenza contro l'Impero austriaco, nonostante, in violazione dei patti, la Francia (favorevole a un ampliamento del Regno piemontese, ma contraria all'unificazione italiana, anche in relazione al ruolo attribuitosi di tutrice del Regno pontificio) avesse causato la cessazione della guerra avviando unilateralmente trattative armistiziali con l'Austria. In questa occasione la Lombardia venne annessa al Regno di Sardegna.
Per suggellare l'annessione fu indetto un plebiscito consultivo. L'esito della consultazione, che si tenne il 15 ed il 16 aprile 1860, fu di 25.743 voti a favore dell'unione alla Francia, 160 contrari, 4.779 schede bianche e 30 nulle. La votazione fu tuttavia profondamente influenzata dal precedente accordo tra le Autorità sabaudo-piemontesi e la Francia, perfino rendendosi le Autorità sabaude parte attiva nel promuovere un risultato favorevole alla Francia: molti Nizzardi furono esclusi, per diverse ragioni, dalle liste elettorali, mentre vi furono iscritti molti francesi appositamente trasferiti, e le operazioni si svolsero sotto il controllo delle Autorità francesi e con la presenza in città delle truppe francesi; dove le votazioni si svolsero liberamente, i risultati non diedero adito a dubbi: ad esempio, 119 marinai nizzardi, di stanza sulle navi sabaude nei vari porti, che poterono votare liberamente, si espressero così: 114 per rimanere all'Italia e 5 per passare alla Francia; a seguito dell'annessione, 11.000 abitanti su 44.000 lasciarono la città, trasferendosi in Italia (principalmente a Torino e Genova). Questa emigrazione è conosciuta come esodo nizzardo.
Giuseppe Garibaldi (Nizza, 4 luglio 1807 – Caprera, 2 giugno 1882), nato a Nizza, si oppose tenacemente alla cessione della sua città natale alla Francia, sostenendo che il plebiscito che ratificava il trattato era viziato da brogli elettorali. Garibaldi fu eletto nel 1871 a Nizza all'assemblea nazionale, dove tentò di promuovere la restituzione della sua città natale al neonato Stato unitario italiano, ma gli fu impedito di parlare e la sua elezione venne invalidata dal parlamento di Bordeaux. Anche a causa di questo diniego, tra il 1871 ed il 1872 a Nizza si svolsero manifestazioni patriottiche, inizialmente connesse alla conquista di Roma e alla proclamazione dell'Unità d'Italia, poi evolute in sommosse, promosse dai garibaldini a seguito del tentativo francese di imporre il silenzio agli Italiani e passate alla storia come “Vespri nizzardi”, che reclamavano la riunificazione della città e della zona nizzarda all'Italia. Nizza fu occupata da 10.000 militari francesi; le truppe francesi aprirono il fuoco contro i manifestanti e quindici nizzardi che parteciparono alla ribellione furono processati e condannati.
Il governo francese chiuse i giornali nizzardi di lingua italiana. Nel 1861 chiusero i battenti Il diritto di Nizza e La Voce di Nizza (momentaneamente riaperto nel 1871 durante i Vespri nizzardi), mentre nel 1895 fu la volta de Il Pensiero di Nizza. In queste testate scrissero i più importanti giornalisti e scrittori di lingua italiana di Nizza, come Giuseppe Bres, Enrico Sappia e Giuseppe André.

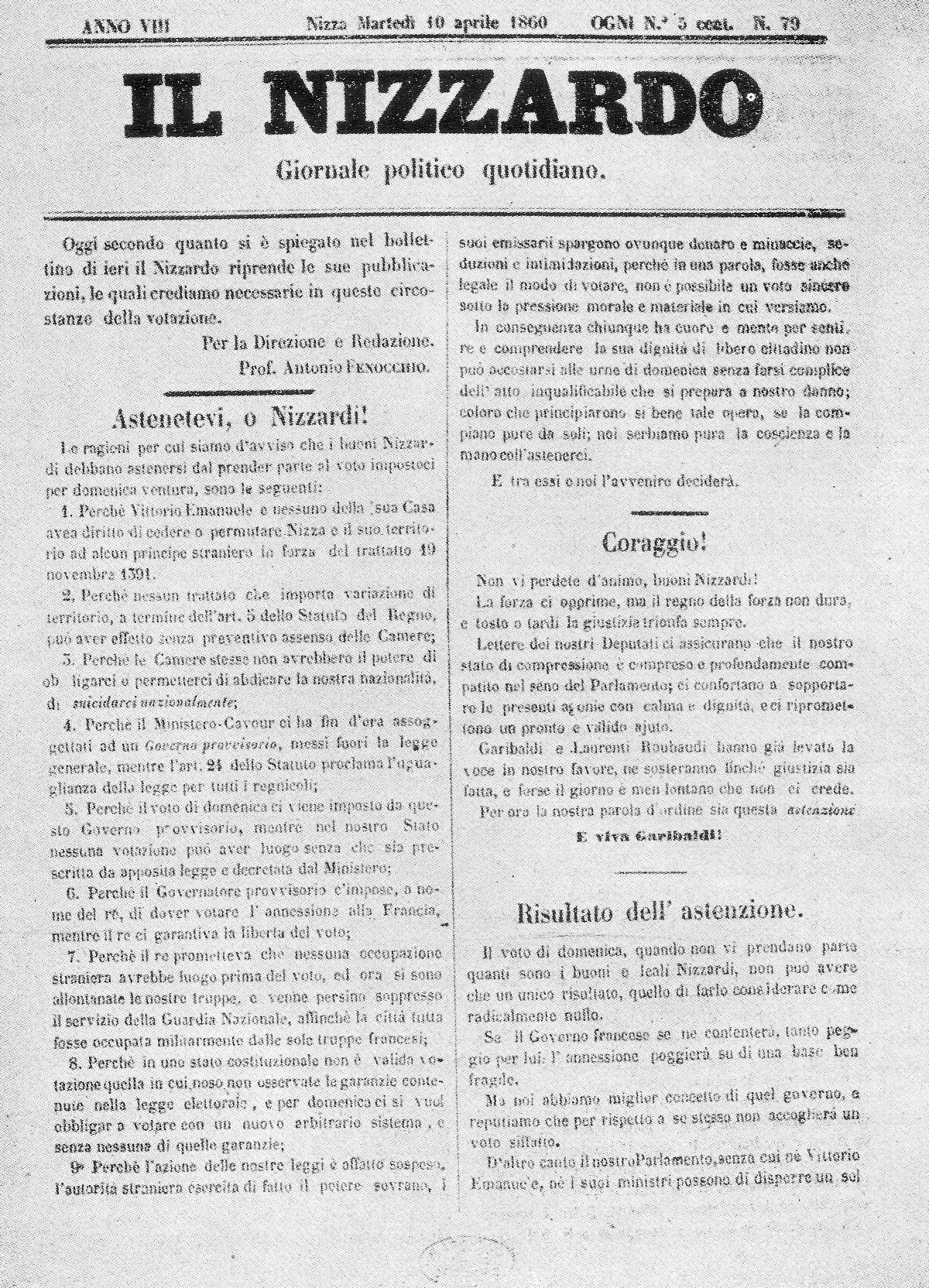
Il Nizzardo

Uno dei più famosi nizzardi italiani fu il garibaldino Luciano Mereu. Nel novembre del 1870 fu esiliato da Nizza insieme ai garibaldini Adriano Gilli, Carlo Perino e Alberto Cougnet. Nel 1871, Luciano Mereu fu eletto Consigliere comunale a Nizza durante il mandato di sindaco di Augusto Raynaud (Rainaldo), che durò dal 1871 al 1876, e fu membro della Commissione garibaldina di Nizza, il cui presidente era Donato Rasteu. Rasteu rimase in carica fino al 1885.
Gli irredentisti italiani consideravano l'annessione all'Italia di Nizza e della sua provincia, come uno dei loro obiettivi principali. Nel 1942, durante la seconda guerra mondiale, l'antica provincia di Nizza, sebbene non formalmente annessa, venne occupata ed amministrata dall'Italia fino al 1943. Durante l'occupazione italiana di Nizza venne ripristinato il quotidiano "Il Nizzardo". Era diretto da Ezio Garibaldi, nipote di Giuseppe Garibaldi. In quegli anni fu rinomato anche il periodico "Fert", voce dei nizzardi rifugiatisi in Italia dopo l'annessione del Nizzardo alla Francia nel 1860

Mappa del Regno d'Italia nel 1919; in verde sono evidenziate le terre irredente

L'occupazione italiana della Francia fu meno dura di quella tedesca. Migliaia di ebrei (alcuni dei quali di lingua italiana) si rifugiarono a Nizza, sfuggendo dai nazisti. Per un periodo la città divenne centro di alcune organizzazioni ebraiche, soprattutto dopo l'occupazione alleata del Nordafrica (novembre 1942). Quando l'Italia firmò l'armistizio di Cassibile, le truppe tedesche invasero le zone occupate precedentemente dal Regio Esercito (8 settembre 1943), iniziando brutali incursioni. Alois Brunner, l'ufficiale SS per le questioni ebraiche, fu messo a capo delle unità deputate alla ricerca degli ebrei. In cinque mesi, 5.000 ebrei vennero catturati e deportati.
Con il ritorno di Nizza alla Francia a guerra terminata, nel 1947 i Comuni di Briga e Tenda vennero ceduti al paese transalpino a seguito dei trattati di Parigi. Di conseguenza, molti abitanti di questi due Comuni del Nizzardo e degli altri territori ceduti alla Francia, soprattutto da Tenda a dalla val Roia, si trasferirono in Italia, principalmente in Piemonte e Liguria.
Dopo il processo di francesizzazione del Nizzardo condotto dal 1861, la regione è diventata preminentemente di lingua francese. Solo sulla costa, a Mentone e sulle montagne intorno a Tenda, sono presenti ancora abitanti madrelingua italiani, alcuni dei quali ancora parlanti il dialetto intemelio; nel centro storico di Nizza è ancora in uso un dialetto estremamente simile al Genovese.
Il Nizzardo fa oggi parte del dipartimento francese delle Alpi Marittime.

## Lingua
Augusto conquistò il Nizzardo sconfiggendo i Liguri, che vennero gradualmente romanizzati. La lingua latina parlata in questa regione si trasformò poi progressivamente, dopo la caduta dell'Impero romano d'Occidente, in una lingua romanza.

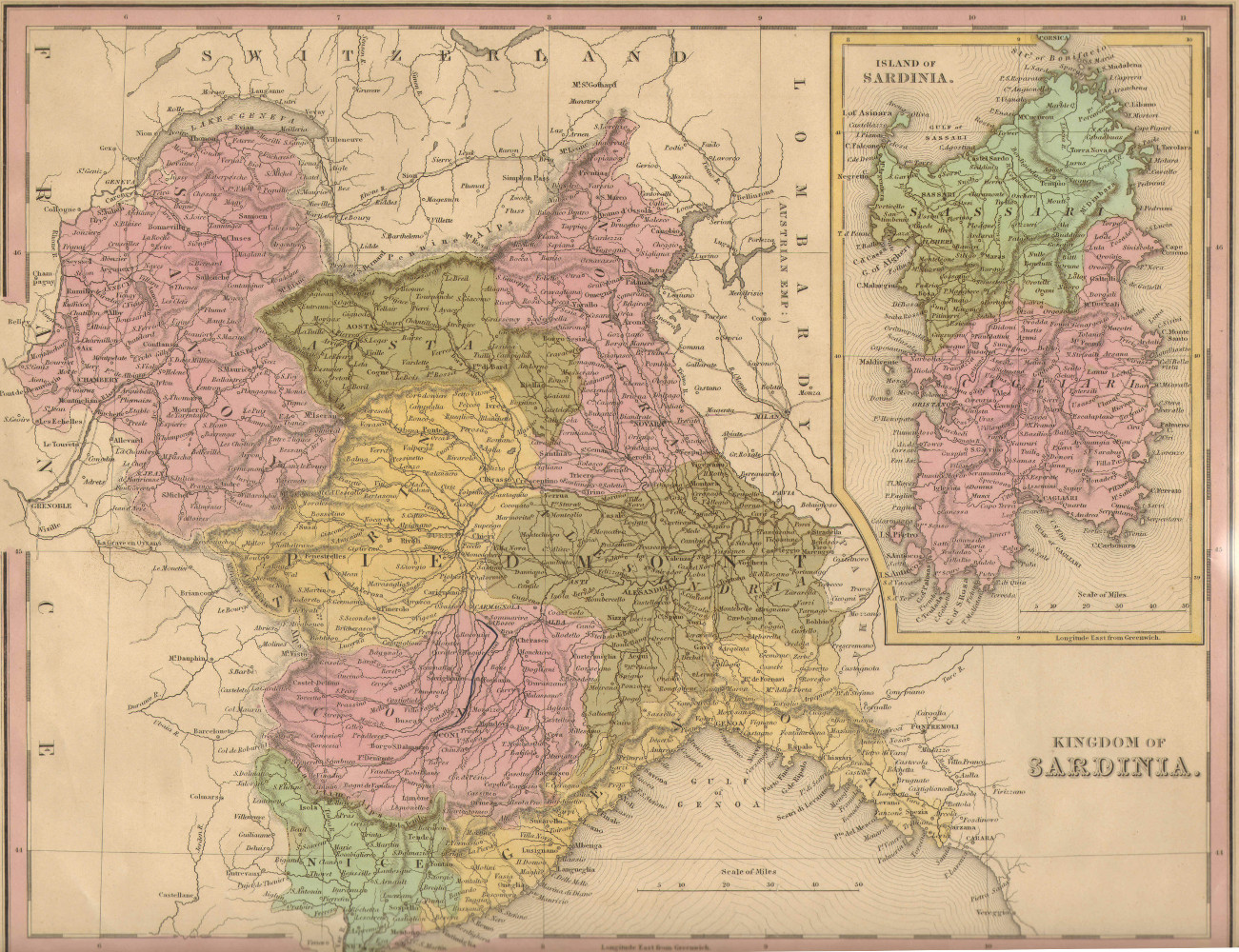
Il Regno di Sardegna nel 1839, con il Nizzardo in basso a sinistra, colorato in verde

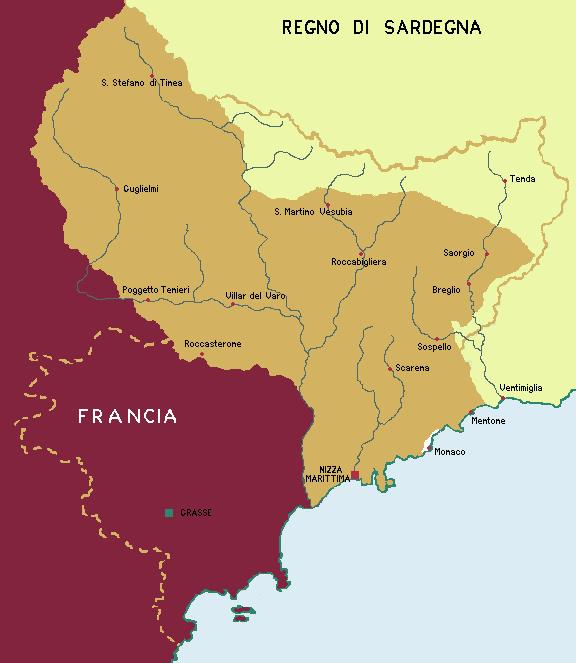
Una mappa della Contea di Nizza, che mostra l'area rimasta al Regno di Sardegna e quella annessa alla Francia nel 1860. La prima è colorata in giallo, la seconda in marrone chiaro

Prima dell'anno 1000 la regione di Nizza apparteneva alla lega ligure, ed era quindi sotto l'influenza di Genova. La popolazione parlava la variante occidentale della lingua ligure. Dante Alighieri scrisse che il fiume Varo, che scorre a ovest di Nizza, era il confine occidentale della Liguria.
Nel XII secolo Nizza finì sotto il dominio degli Angioini, che favorirono l'immigrazione di contadini dalla Provenza, di lingua occitana. In questo periodo, la lingua della popolazione cominciò a perdere i connotati liguri a favore di quelle provenzali. Dal 1388 al 1860 la Contea di Nizza fu sotto il dominio di Casa Savoia, e quindi la lingua parlata tornò ad essere influenzata dalle parlate italiche. In questi secoli il dialetto di Nizza, conosciuto come nizzardo, era simile al monegasco, ma con maggiori influenze occitane rispetto alle origini.
Molti studiosi classificano oggi il nizzardo come variante della lingua occitana, ed il monegasco come una variante del ligure. Prima della cessione di Nizza alla Francia, la regione intorno alla città non era di lingua francese. Questa zona subì, dopo l'annessione, un veloce processo di francesizzazione che portò anche alla graduale riduzione dell'uso del nizzardo tra la popolazione. Un'altra causa della scomparsa della lingua italiana va ricercata nell'emigrazione in Piemonte ed in Liguria, dopo l'annessione, della classe amministrativa della Contea, che utilizzava questa lingua per il suo lavoro. Il loro posto venne preso da funzionari francesi, che imposero la loro lingua a scapito dell'italiano.
Inoltre, subito dopo il 1861, il governo francese chiuse tutti i giornali di lingua italiana, e più di 11.000 nizzardi emigrarono in Italia. Questa emigrazione è conosciuta come esodo nizzardo. Le dimensioni di questa emigrazione può essere dedotta da un censimento del 1858, che indicava che a Nizza erano presenti in totale 44.000 abitanti. Nel 1881 il New York Times scrisse che prima dell'annessione alla Francia, i nizzardi erano italiani quanto, per esempio, i genovesi, ed il loro dialetto era un dialetto italiano.
In 25 anni i nizzardi italiani furono ridotti ad una piccola minoranza, e perfino il dialetto nizzardo subì delle influenze francofone.
Ancora oggi molti studiosi come il tedesco Werner Forner, il francese Jean-Philippe Dalbera e l'italiana Giulia Petracco Sicardi, concordano sul fatto che il dialetto nizzardo possiede delle caratteristiche fonetiche, lessicali e morfologiche che sono comuni alla lingua ligure.
(Lettera di Garibaldi da Caprera ad Eugenio Lavagna, scritta il 25 novembre 1871)
Attualmente i linguisti classificano l'idioma come una variante dell'occitano.
Lo studioso francese Bernard Cerquiglini indica nel suo libro Les langues de France l'esistenza, ancora oggi, di una minoranza che parla la lingua ligure a Tenda, Roccabruna e Mentone. Queste minoranze sono un retaggio della lingua ligure medioevale, il cui areale originario comprendeva anche Nizza e la sua regione.
Un'altra riduzione di nizzardi italiani ci fu dopo la seconda guerra mondiale, quando la sconfitta dell'Italia nel conflitto portò alla cessione di altri territori della zona alla Francia a seguito dei trattati di Parigi. Dalla val Roia, da Briga e da Tenda un quarto della popolazione emigrò in Italia nel 1947.
In un periodo storico che fu caratterizzato dal nazionalismo, tra il 1850 ed il 1950, i nizzardi italiani furono ridotti dalla maggioranza assoluta (circa il 70%) della popolazione residente della regione (circa 125.000 abitanti) al tempo dell'annessione alla Francia, all'attuale minoranza di circa due migliaia, che abita nelle vicinanze di Tenda e Mentone.